# John Gallagher Jr.
John Howard Gallagher Jr. (Wilmington (Delaware), 17 juni 1984) is een Amerikaans acteur en muzikant.
Gallagher won in 2007 met de rol van Moritz Stiefel in de musical Spring Awakening een Tony Award voor beste mannelijke bijrol in een toneelstuk. In 2012 speelde hij in de dramaserie The Newsroom de rol van James "Jim" Harper". In 2016 vertolkte hij een van de hoofdrollen in de thriller 10 Cloverfield Lane. Gallagher speelt ook gitaar, bas, drums en mondharmonica. In 2016 bracht hij onder de naam Johnny Gallagher zijn debuutalbum Six Day Hurricane uit.

## Theater
- 2000: Current Events als Ethan (Off-Broadway)
- 2003: Kimberly Akimbo als Jeff (Off-Broadway)
- 2006: Rabbit Hole als Jason Willette (Broadway)
- 2006-2009: Spring Awakening als Moritz Stiefel (Broadway & Off-Broadway)
- 2008: Port Authority als Kevin (Off-Broadway)
- 2008: Farragut North als Stephen Meyers (Off-Broadway)
- 2010-2011: American Idiot als Johnny (Broadway)
- 2011: Jerusalem als Lee (Broadway)
- 2016: Long Day's Journey Into Night als Edmund Tyrone (Broadway)